# Боровская (Кировская область)
Боровская — деревня в Даровском районе Кировской области в составе Лузянского сельского поселения.

## География
Находится на расстоянии примерно 44 км по прямой на север от райцентра поселка Даровской.

## История
Известна с 1764 года как Боровской починок с населением 5 душ (мужского пола), в 1859 (уже деревня Боровская) дворов 4 и жителей 23, в 1926 24 и 129, в 1950 27 и 78, в 1989 проживало 28 человек .

## Население
Постоянное население  составляло 23 человека (русские 100%) в 2002 году, 12 в 2010.